# Beaumont-Pied-de-Bœuf (Mayenne)
Beaumont-Pied-de-Bœuf is een gemeente in het Franse departement Mayenne (regio Pays de la Loire) en telt 198 inwoners (2004). De plaats maakt deel uit van het arrondissement Château-Gontier.

## Geografie
De oppervlakte van Beaumont-Pied-de-Bœuf bedraagt 13,3 km², de bevolkingsdichtheid is 14,9 inwoners per km².

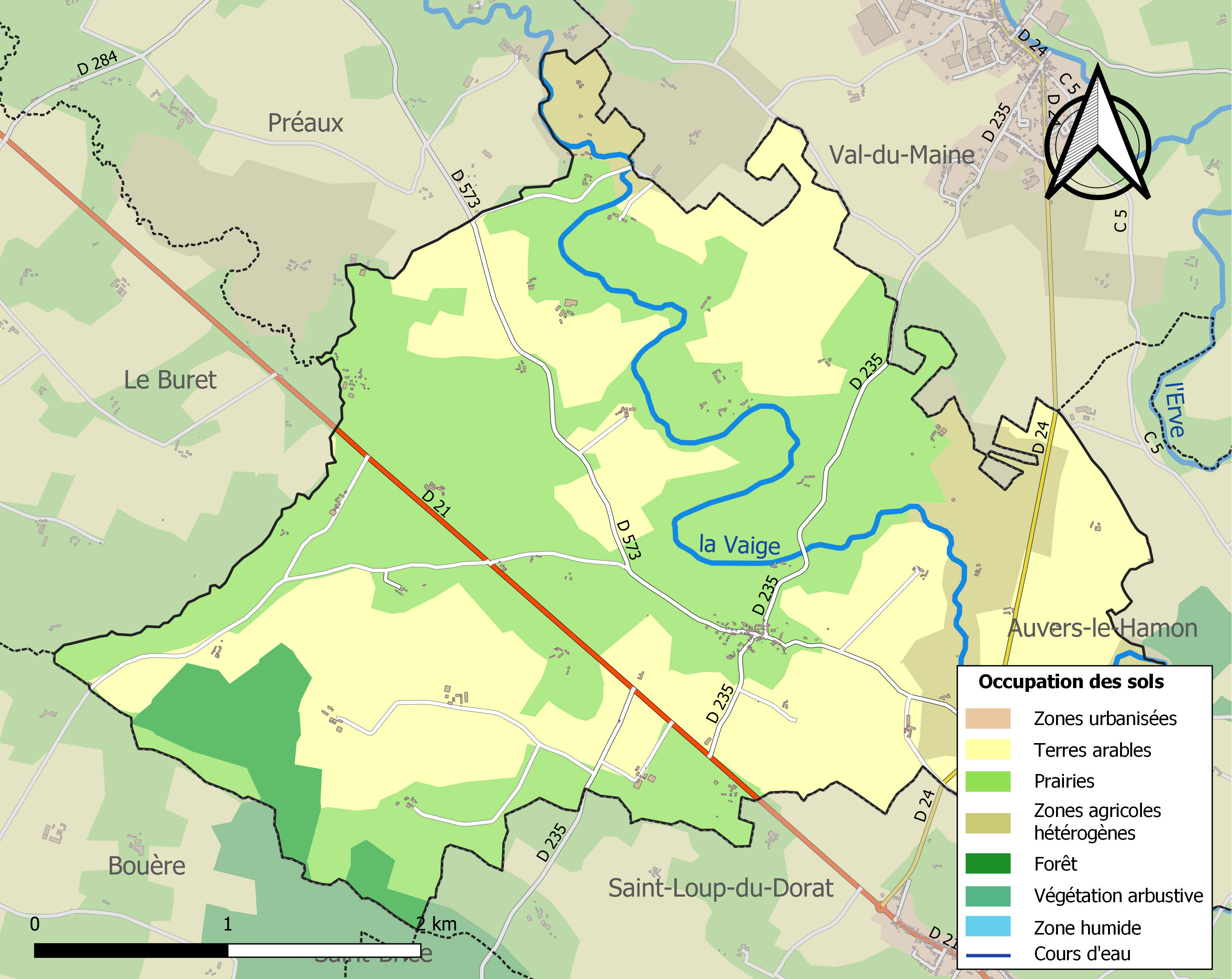
Kaart van de gemeente met de belangrijkste infrastructuur, bodemgebruik en omliggende gemeenten

## Demografie
Onderstaande figuur toont het verloop van het inwonertal (bron: INSEE-tellingen).

1. ↑  Populations de référence 2022.